# Het witte vest van de week
Het witte vest van de week is een hoorspel van Hermann Moers. Die weiße Weste der Woche werd op 17 september 1979 door de Hessischer Rundfunk uitgezonden. Joop Berger vertaalde het en de TROS zond het uit op dinsdag 24 januari 1984. De regisseur was Bert Dijkstra. Het hoorspel duurde 51 minuten.

## Rolbezetting
- Jan Borkus (Ted Koster, spelleider)
- Hans Veerman (Frank Hogenkamp, aanklager)
- Frans Koppers (André Robert Tadema, verdediger)
- Barbara Hoffman (Rita, assistente)
- Diana Dobbelman (Thea Meulendijk, kandidate)
- Guus van der Made (een jongeman)

## Inhoud
Dit hoorspel stelt een nog niet bestaande variant van het showgebeuren voor. De spelregels: elke meerderjarige persoon die de vaste overtuiging is toegedaan dat hij/zij zich in de voorbije tien jaar aan niets schuldig heeft gemaakt, kan zich kandidaat stellen, verklaart zich bereid de aanklager inzage te geven in alle details van zijn/haar leven, en is het ermee eens dat de boven water gekomen feiten in de show openbaar worden gemaakt. Het oordeel over elk punt van de aanklacht vellen de honderd uitgenodigde studiogasten…